# Mautes
Mautes – miejscowość i gmina we Francji, w regionie Nowa Akwitania, w departamencie Creuse.
Według danych na rok 1990 gminę zamieszkiwały 262 osoby, a gęstość zaludnienia wynosiła 12 osób/km² (wśród 747 gmin Limousin Mautes plasuje się na 383. miejscu pod względem liczby ludności, natomiast pod względem powierzchni na miejscu 304.).